# بسریل د کامپس
بسریل د کامپس (به اسپانیایی: Becerril de Campos) یک شهرستان در اسپانیا است که در استان پالنسیا واقع شده‌است.

## خصوصیات
بسریل د کامپس ۷۹ کیلومترمربع مساحت و ۱٬۰۲۸ نفر جمعیت دارد.